# لیو جرج ریگلر
لیو جرج ریگلر (انگلیسی: Leo George Rigler؛ ‏ ۱۶ اکتبر ۱۸۹۶ – ۲۵ اکتبر ۱۹۷۹) بود که بابت توصیف نشانه ریگلر شناخته می‌شود.
وی در سال ۱۹۱۷ از دانشگاه مینه‌سوتا مدرک کارشناسی پزشکی و جراحی گرفت و با ادامهٔ تحصیل، در سال ۱۹۲۰ دکترای پزشکی خود را دریافت کرد و دورهٔ کارورزی خود را در «بیمارستان شهری سنت لوئیس» گذراند. وی مدتی به‌عنوان پزشک عمومی در نیو اینگلند، داکوتای شمالی کار کرد. سپس دورۀ تخصصی رادیولوژی را در دانشگاه مینه‌سوتا و همچنین دانشگاه میشیگان طی کرد. وی در سال ۱۹۲۴ به مؤسسه کارولینسکا در استکهلم رفت و پس از بازگشت، در سن ۳۱ سالگی دانشیار رشتهٔ رادیولوژی و یک سال بعد، استادتمام این رشته شد. او در سال ۱۹۳۳ در سن ۳۷ سالگی نخستین رئیس تمام‌وقت رادیولوژی دانشگاه مینه‌سوتا شد و تا سال ۱۹۵۷ در این سمت بود. وی پس از نقل مکان به کالیفرنیا تا سال ۱۹۶۳ در مرکز پزشکی سیدرز-ساینای کار کرد و سپس در سن ۶۷ سالگی استاد یوسی‌ال‌ای در لس آنجلس شد. پس از پایان جنگ جهانی دوم او در سازمان جهانی بهداشت فعالیت داشت تا به ارتقا و پیشرفت دانش رادیولوژی بالینی در برخی کشورها از جمله ایران، اسرائیل و هند کمک کند. او بیش از ۲۰۰ مقاله منتشر کرد و شش کتاب درسی را ویرایش کرد. مرکز پژوهش‌های رادیولوژی در دانشگاه یوسی‌ال‌ای در سال ۱۹۷۱ افتتاح شد و به نام «مرکز علوم رادیولوژی لیو جی ریگلر» نامگذاری شده است. مجموعه‌ای از مقالات او در کتابخانه ملی پزشکی در بتسدا نگهداری می‌شود.